# Kanton Courçon
Der Kanton Courçon war bis 2015 ein französischer Wahlkreis im Département Charente-Maritime und in der damaligen Region Poitou-Charentes. Er umfasste 14 Gemeinden im Arrondissement La Rochelle; sein Hauptort (frz.: chef-lieu) war Courçon. Die landesweiten Änderungen in der Zusammensetzung der Kantone brachten im März 2015 seine Auflösung.
Der Kanton Courçon war 254,53 km2 groß und hatte 14.928 Einwohner (Stand: 2012).

## Gemeinden
| Gemeinde               | Einwohner (Stand: 2022) | Code postal | Code Insee |
| ---------------------- | ----------------------- | ----------- | ---------- |
| Angliers               | 1366                    | 17540       | 17009      |
| Benon                  | 1811                    | 17170       | 17041      |
| Courçon                | 2081                    | 17170       | 17127      |
| Cramchaban             | 648                     | 17170       | 17132      |
| Ferrières              | 1459                    | 17170       | 17158      |
| La Grève-sur-Mignon    | 568                     | 17170       | 17182      |
| Le Gué-d’Alleré        | 1040                    | 17540       | 17186      |
| La Laigne              | 494                     | 17170       | 17201      |
| Nuaillé-d’Aunis        | 1259                    | 17540       | 17267      |
| La Ronde               | 1005                    | 17170       | 17303      |
| Saint-Cyr-du-Doret     | 683                     | 17170       | 17322      |
| Saint-Jean-de-Liversay | 3050                    | 17170       | 17349      |
| Saint-Sauveur-d’Aunis  | 1885                    | 17540       | 17396      |
| Taugon                 | 772                     | 17170       | 17439      |